# Аревало, Бернардо
Сесар Бернардо Аревало де Леон (исп. César Bernardo Arévalo de León; род. 7 октября 1958, Монтевидео) — гватемальский дипломат, социолог, писатель и политик, президент Гватемалы с 14 января 2024 года. Он победил бывшую первую леди Сандру Торрес во втором туре президентских выборов 2023 года 20 августа 2023 года и прошёл инаугурацию 14 января 2024 года.
Аревало — сын бывшего президента Гватемалы Хуана Хосе Аревало. Член и соучредитель политической партии Семилья, депутат Конгресса Гватемалы с 14 января 2020 года. Ранее он занимал должность посла в Испании с 1995 по 1996 год и заместителя министра иностранных дел с 1994 по 1995 год.
Триумф Аревало на выборах делает его первым сыном бывшего президента Гватемалы, который также был избран президентом, вторым президентом, родившимся не на территории Гватемалы, а также самым популярным кандидатом Гватемалы в XXI веке, превзойдя бывшего президента Джимми Моралеса (2016—2020). Карин Эррера — избранный им вице-президент.

## Ранняя жизнь и образование
Родился 7 октября 1958 года в Монтевидео, Уругвай, в семье Хуана Хосе Аревало, бывшего президента Гватемалы с 1945 по 1951 год, и его второй жены Маргариты де Леон. На момент рождения Аревало его отец, зачинатель Гватемальской революции и сторонник «духовного социализма», жил в политической эмиграции в Южной Америке после государственного переворота в Гватемале в 1954 году.
Семья Аревало покинула Уругвай, когда ему было меньше двух лет, и часть своего детства он провёл в Венесуэле, Мексике и Чили. Он впервые поехал в Гватемалу в возрасте 15 лет, чтобы учиться в Liceo Guatemala, частной католической школе в городе Гватемала.
Впоследствии Аревало окончил Еврейский университет в Иерусалиме в Израиле со степенью бакалавра социологии, а затем получил степень доктора философии и социальной антропологии в Утрехтском университете в Нидерландах.

## Дипломатическая карьера
Аревало поступил на работу в Министерство иностранных дел в 1980-х годах в качестве дипломата. В период с 1984 по 1986 год был первым секретарём и консулом посольства Гватемалы в Израиле, а затем с 1987 по 1988 год работал советником-посланником.
В 1988 году Аревало вернулся в Гватемалу, где был назначен заместителем руководителя департамента стратегических исследований и планирования, опять же в Министерстве иностранных дел. В 1990—1991 гг. возглавлял департамент двусторонней внешней политики; в 1992—1993 гг. департамент международных двусторонних отношений, в 1993—1994 гг. департамент международных экономических и многосторонних отношений.
В 1994 году президент Рамиро де Леон Карпио назначил Аревало заместителем министра иностранных дел, и эту должность Аревало занимал до 1995 года. В этот период президент Мексики Эрнесто Седильо в 1995 году наградил Аревало Орденом Ацтекского орла.
В 1995 году министр иностранных дел Алехандро Мальдонадо назначил Аревало послом Гватемалы в Испании; в том же году он вручил верительные грамоты королю Хуану Карлосу I. В 1996 году Аревало покинул пост посла и вообще службу в министерстве иностранных дел.

## Профессиональная карьера
Оставив карьеру дипломата, Аревало входил в совет директоров центра региональных исследований Мезоамерики, а также исполнял обязанности его президента. С 1999 года Аревало занимал различные должности в Interpeace, в том числе консультировал по вопросам миростроительства и разрешения конфликтов в Африке, Азии и Латинской Америке.
Помимо своей миротворческой деятельности, Арревало также работал советником в таких организациях, как Организация Объединённых Наций, Институт мира США и Университет Сан-Диего. Он написал книги и статьи по таким темам, как история, политика, социология и дипломатия.

## Политическая карьера

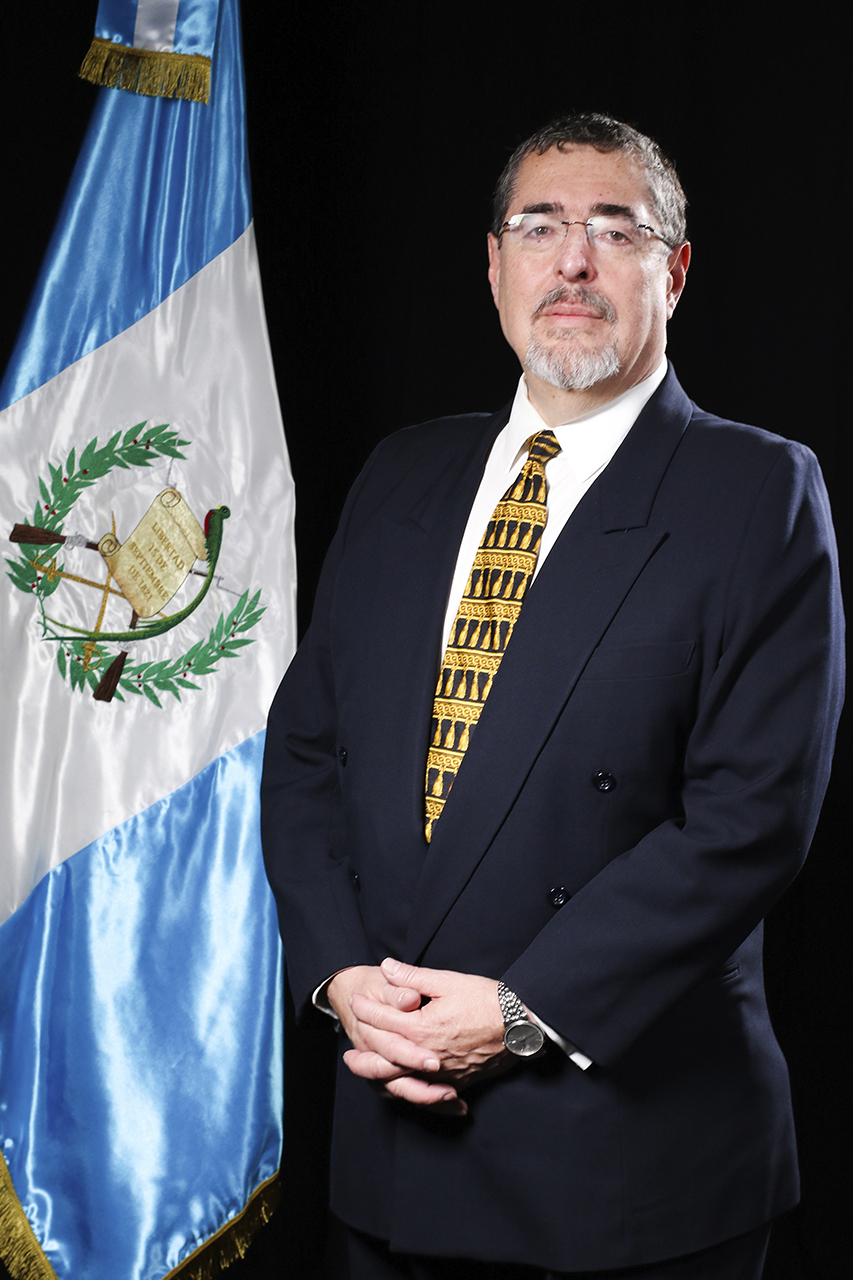
Официальный портрет Аревало как депутата Гватемальского конгресса, 2020

В 2015 году Аревало принял участие в протестах в Гватемале 2015 года с требованием отставки президента Отто Переса Молины. Вскоре после протестов Аревало вошёл в группу интеллектуалов, которые сформировали аналитический центр Semilla, который впоследствии в 2017 году был преобразован в политическую партию Движение «Семилья» (Movimiento Semilla).
Аревало был объявлен предпочтительным кандидатом «Семильи» на президентских выборах 2019 года, но в конечном итоге отклонил эту кандидатуру. Его сменила Тельма Алдана, которой в конечном итоге было запрещено баллотироваться.
Вместо этого Аревало баллотировался в качестве кандидата в Конгресс по национальному списку и был избран конгрессменом, вступив в должность 14 января 2020 года. В качестве конгрессмена работал в нескольких комитетах, в том числе по иностранным делам, управлению, правам человека и национальной безопасности. и национальная оборона. Он также возглавлял парламентский блок «Семилья» в период с 2020 по 2022 год.
В 2022 году был избран генеральным секретарём «Семильи», сменив Самуэля Переса Альвареса.

## Выборы 2023 года

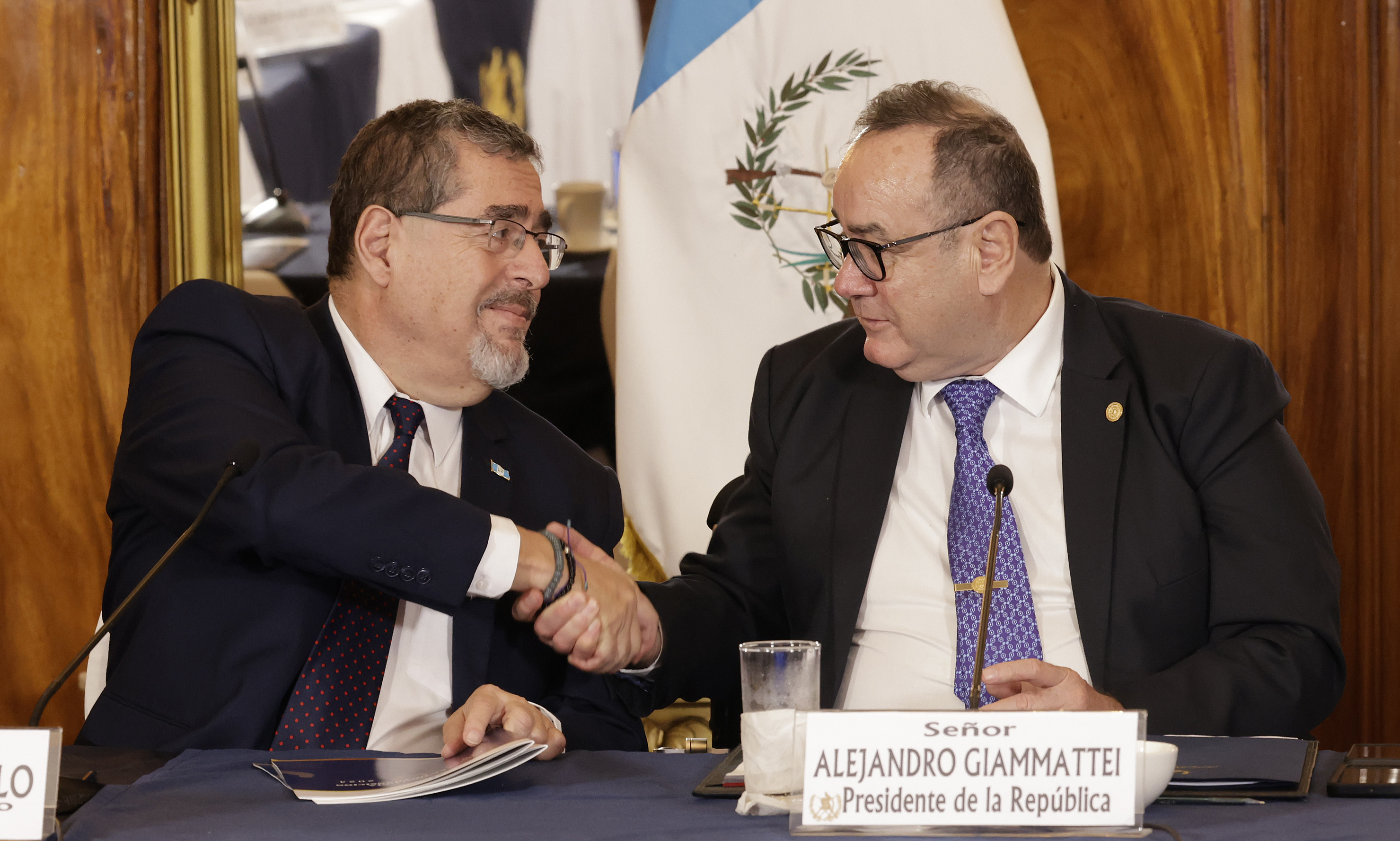
Избранный президент Бернардо Аревало (слева) и уходящий президент Алехандро Джамматтеи встречаются в президентской резиденции в рамках президентской смены, сентябрь 2023 года

22 января 2023 года Аревало был объявлен кандидатом в президенты от Семиллы на выборах 2023 года вместе с Карин Эррера в качестве своего кандидата на пост вице-президента. Аревало был официально зарегистрирован Высшим избирательным трибуналом 16 февраля 2023 года. Во время его предвыборной кампании сторонники называли его Тио Берни (в переводе Дядя Берни), ссылаясь как на его имя, так и на его сходство с американским политиком и бывшим кандидатом в президенты Берни Сандерсом.
Предвыборная кампания Аревало была сосредоточена на борьбе с государственной коррупцией и отсутствием безопасности в Гватемале, а также на создании возможностей трудоустройства и продвижении политики в области изменения климата.
Первоначальный опрос, проведённый Prensa Libre в апреле 2023 года, показал, что Аревало занял предпоследнее место среди кандидатов: 0,7 % опрошенных заявили о своем намерении проголосовать за него. Последующие опросы показали, что поддержка Аревало колебалась в районе 2 % в июне и мае 2023 года.
Во время первого тура выборов 2023 года Аревало занял второе место среди кандидатов, набрав более 600 000 голосов, и вышел во второй тур вместе с Сандрой Торрес, бывшей первой леди Гватемалы и кандидатом от партии «Национальный союз надежды». Второе место Аревало было названо «сюрпризом» в El País и BBC News. Семилья также получила значительную долю голосов, позиционируя себя как третью по величине партию в Конгрессе Гватемалы, центральноамериканском парламенте и муниципальном правительстве города Гватемала.

### Попытки оспорить результат выборов
Утверждение результатов было отложено из-за апелляции, поданной в Конституционный суд девятью правыми партиями, включая правящую партию «Вперёд». Эти партии оспорили результат, заявив о «нарушениях» и «фальсификации выборов» в пользу Аревало, и зашли так далеко, что потребовали проведения новых выборов. Суд распорядился о новом пересмотре оспариваемых результатов, который был проведен в течение первой недели июля. Новый обзор не выявил существенных изменений в предварительных результатах. Впоследствии Верховный суд отклонил апелляцию партий и уполномочил Высший избирательный суд официально утвердить результаты выборов.
12 июля 2023 года избирательная комиссия официально утвердила результаты выборов; в то же время прокурор Рафаэль Курручиче из Государственной прокуратуры объявил, по просьбе судьи Феди Орельяны, об отстранении Семильи от второго тура выборов из-за обвинений в фальсификации подписей с целью создания партии в 2017 году. Аревало в интервью CNN заявил, что он оспорит приостановление, утверждая, что у суда «нет юридического основания» для вынесения такого приказа. Аналогичным образом, эксперты по правовым вопросам подтвердили, что Орельяна действовал не в соответствии с избирательным законодательством страны.
13 июля 2023 года Конституционный суд отменил отстранение Семиллы от должности, позволив провести второй тур президентских выборов. Тем не менее, были организованы демонстрации с требованием отставки генерального прокурора Марии Консуэло Поррас, прокурора Курручиче и судьи Орельяны. Аревало и его кандидат в вице-президенты Карин Эррера присутствовали на демонстрации и подали жалобу на уголовное преследование Курручиче и Орельяны.
Члены Конгресса Соединённых Штатов призвали Джо Байдена ввести санкции в отношении лиц, ответственных за «угрозу демократии» в Гватемале, и выразили обеспокоенность действиями, предпринимаемыми против кандидатуры Аревало. Двадцать бывших лидеров Латинской Америки и Испании выступили с совместным заявлением, в котором осудили попытки отстранить Аревало от участия в выборах и сравнили это с недавней дисквалификацией лидера венесуэльской оппозиции Марии Корины Мачадо.

## Президентство (с 2024)

### Инаугурация

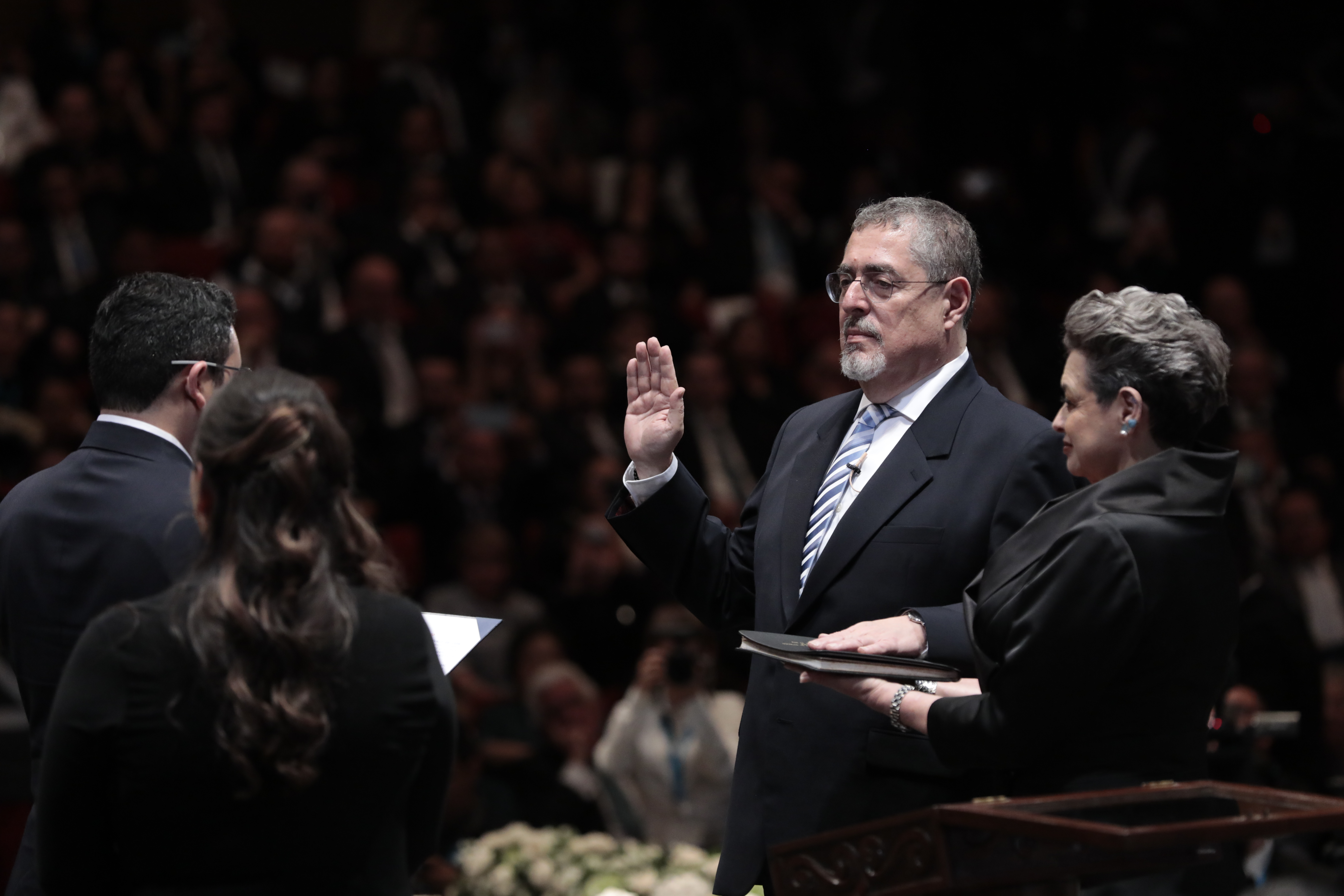
Аревало принимает присягу под руководством депутата Самуэля Переса 15 января 2024 года

Инаугурация Аревало в качестве 52-го президента Гватемалы состоялась 15 января 2024 года в 12:20 по центральноамериканскому времени. Его инаугурация должна была состояться 14 января, но была отложена из-за того, что комиссия по надзору за мероприятием не смогла утвердить делегацию Конгресса. Аревало первый президент, сын бывшего президента Гватемалы, и второй президент, родившимся за пределами территории Гватемалы (после Мигеля Гарсии Гранадоса).

### Первые 100 дней
В первые дни своего пребывания у власти Аревало отменил подписанное его предшественником правительственное соглашение, согласно которому бывшим чиновникам из кабинета Джамматтеи были предоставлены охрана и транспортные средства на шесть лет.
18—19 января Аревало распорядился убрать металлические заграждения у президентской резиденции и Национального дворца. Первоначально эти заграждения были установлены в 2016 году при администрации Джимми Моралеса и оставались в ведении Алехандро Джамматтеи. Правительство Аревало охарактеризовало этот жест как «символ доступности и близости» к населению. После демонтажа ограждений Министерство культуры и спорта сообщило об увеличении числа посещений Национального центра в феврале на 43%.
В период с 17 января по 5 февраля Аревало и его кабинет уволили нескольких руководителей правительственных учреждений, включая Национальный институт электрификации (INDE), Институт жертв и Главное управление гражданской авиации. Эти увольнения объяснялись тем, что руководители агентств были связаны с «коррупционными действиями» или «неэффективно выполняли» свои обязанности. В общей сложности 878 государственных служащих были уволены со своих должностей в течение первых 30 дней пребывания Аревало на этом посту.
8 февраля Аревало и министр внутренних дел Франсиско Хименес объявили о создании Специальной группы по борьбе с вымогательством (GECE), специального подразделения в составе Национальной гражданской полиции (НГП), направленного на борьбу с насильственными преступлениями и вымогательством. В состав GECE войдут 400 моторизованных офицеров, которые будут поэтапно патрулировать различные регионы страны. По просьбе Аревало правительство Соединённых Штатов предоставило оборудование для поддержки новой оперативной группы.

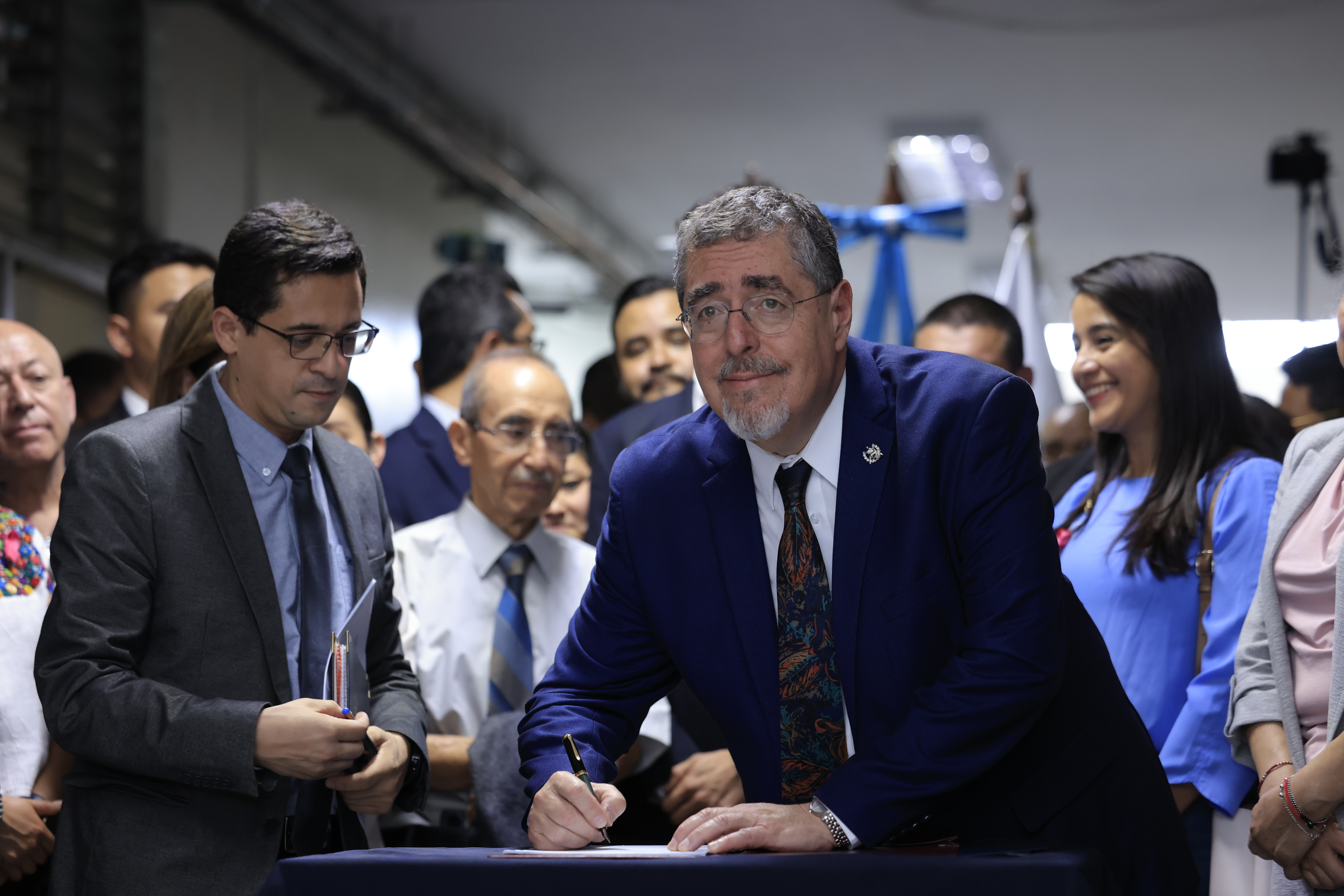
Аревало подписывает Закон о комплексной онкологической помощи, 22 марта 2024 года

Во время своей первой поездки в качестве президента в Европу, которая проходила с 15 по 23 февраля, Аревало временно передал свои обязанности вице-президенту Эррере, как это предусмотрено Конституцией. В программу его поездки входили различные мероприятия и встречи на высоком уровне в разных европейских странах. В Германии он принял участие в 60-й Мюнхенской конференции по безопасности и встретился с канцлером Германии Олафом Шольцем, премьер-министром Болгарии Николаем Денковым, президентом Израиля Ицхаком Герцогом и президентом Украины Владимиром Зеленским. Позже, 19 февраля, он прибыл во Францию, чтобы встретиться с президентом Франции Эмманюэлем Макроном в Елисейском дворце. На следующий день в Бельгии Аревало провёл встречи с президентом Европейского совета Шарлем Мишелем и Верховным представителем ЕС по иностранным делам Жозепом Боррелем, что ознаменовало первый визит президента Гватемалы в резиденцию Европейского союза. 21 февраля Аревало приехал в Швейцарию, где провёл встречу с президентом Международного олимпийского комитета Томасом Бахом, который подтвердил отмену санкций в отношении Олимпийского комитета Гватемалы. Затем, 22 февраля, он прибыл в Испанию, чтобы встретиться с премьер-министром Педро Санчесом и посетить банкет, устроенный королём Филиппом VI и королевой Летисией. Наконец, 24 февраля Аревало вернулся в страну.
Некоторые аналитики отметили «медлительность в принятии решений» в первые дни президентства Аревало, а также «отсутствие стратегии», направленной на то, чтобы добиться отставки генерального прокурора Марии Консуэло Поррас и сохранить стабильный законодательный альянс (который распался в конце марта).
9 марта 2024 года Конгресс принял Закон о комплексной онкологической помощи — законопроект, который был впервые представлен в июле 2022 года. В соответствии с законом Министерству здравоохранения выделяются миллионы кетсалей на повышение квалификации и научные исследования, создание специализированной больницы и содействие лечению рака путём раннего выявления, профилактики, паллиативной помощи и бесплатного лечения. Аревало подписал законопроект 22 марта 2024 года.

## Политические позиции
Аревало претендует на политическое наследие своего отца Хуана Хосе Аревало и бывшего президента Хакобо Арбенса. Он назвал себя «социал-демократом» и выступает за республиканскую и демократическую систему. Он верит в государство, гарантирующее социальную справедливость и частную собственность, и выражает заинтересованность в заключении нового налогового пакта и укреплении социального обеспечения.

### Образование

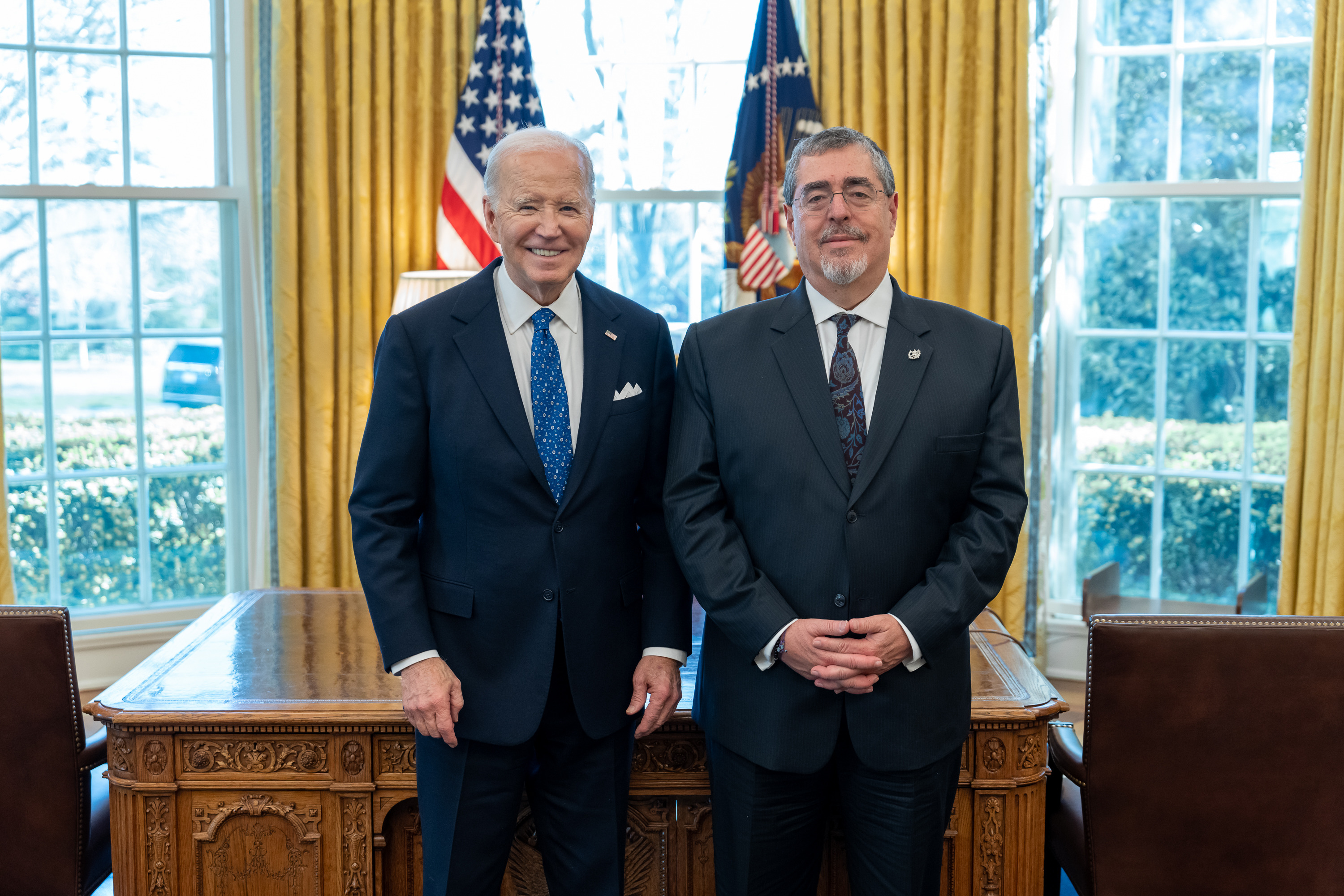
Аревало встречается с президентом США Джо Байденом в Белом доме, 25 марта 2024 года

Одним из предвыборных обещаний Аревало является внедрение «радикально иной» системы государственного образования. Он стремится решить проблему плохих условий в начальных и средних школах, инвестировав 110 миллиардов кетсалей, которые пойдут на создание 70 000 новых классов, 29,5 миллионов учебников, 36 000 новых туалетов для преподавателей и студентов, а также ежемесячных стипендий в размере 3 600 кетсалей для студентов.

### Здравоохранение
Аревало выступает за всеобщее здравоохранение. Он предлагает выделить из государственного бюджета 61 миллиард кетсалей для охвата 7 миллионов человек путём строительства 400 новых медицинских пунктов и 50 медицинских центров для регионов с населением более 15 000 человек и изолированных сельских районов.
Аревало также взял на себя обязательства по строительству государственной больницы, специализирующейся на лечении рака.

### Внешняя политика

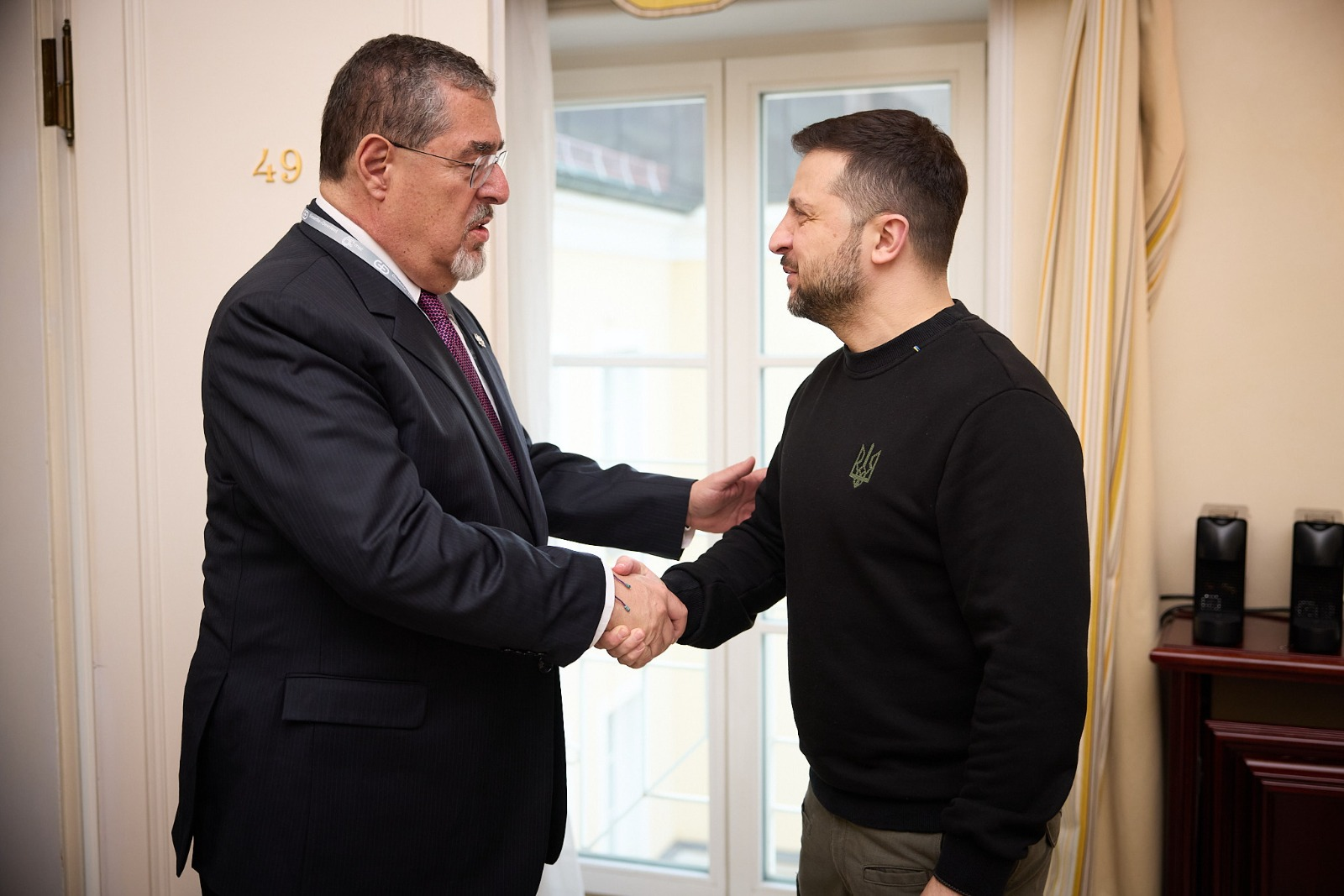
Аревало приветствует президента Украины Владимира Зеленского в Мюнхене, 18 февраля 2024 года

Аревало выступает за улучшение торговых отношений с Китаем, но также желает поддерживать дипломатические отношения с Тайванем. 20 июля в интервью газете «República» он подтвердил свою заинтересованность в построении отношений с Китаем, основанных на «развитии и расширении» экономических отношений.
Аревало осудил никарагуанское правительство и охарактеризовал правительства Никарагуа и Венесуэлы как «диктаторские системы». В марте 2022 года Аревало был докладчиком по законодательному предложению, направленному на то, чтобы убедить президента Алехандро Джамматтеи принять меры против России за её вторжение в Украину. Это предложение включало аннулирование лицензии на разработку полезных ископаемых занимающейся добычей никеля компанией Guatemalteca de Níquel, которая принадлежит российской компании Solway Investment Group. Кроме того, законопроект предусматривал расторжение контракта с российским правительством в отношении вакцин «Спутник V».

## Личная жизнь
Аревало был женат трижды. В 1983 году женился на гражданке Аргентины Терезе Лапин Ганман; они развелись в 1992 году. В следующем году Аревало женился на Еве Риваре Фигероа, коллеге-дипломате, с которой у него родились две дочери. С 2011 года Аревало женат на Лукреции Пейнадо. У него три дочери и 3 пасынка.
Помимо своего родного испанского, Аревало владеет английским, ивритом, французским и португальским языками.

## Почести
- Орден Ацтекского орла (Мексика, 1995)[59]